# Сан-Мартіно-аль-Тальяменто
Сан-Мартіно-аль-Тальяменто (італ. San Martino al Tagliamento) — муніципалітет в Італії, у регіоні Фріулі-Венеція-Джулія,  провінція Порденоне.
Сан-Мартіно-аль-Тальяменто розташований на відстані близько 460 км на північ від Рима, 85 км на північний захід від Трієста, 16 км на північний схід від Порденоне.
Населення — 1502 особи (2014).

## Демографія
Населення за роками:

Станом на 1 січня 2023 року в муніципалітеті офіційно проживало 228 іноземців з 19 країн, серед них 138 громадян країн Євросоюзу та 7 громадян України.

## Сусідні муніципалітети
- Вальвазоне-Арцене
- Сан-Джорджо-делла-Рикінвельда
- Седельяно